# Sacharovprijs

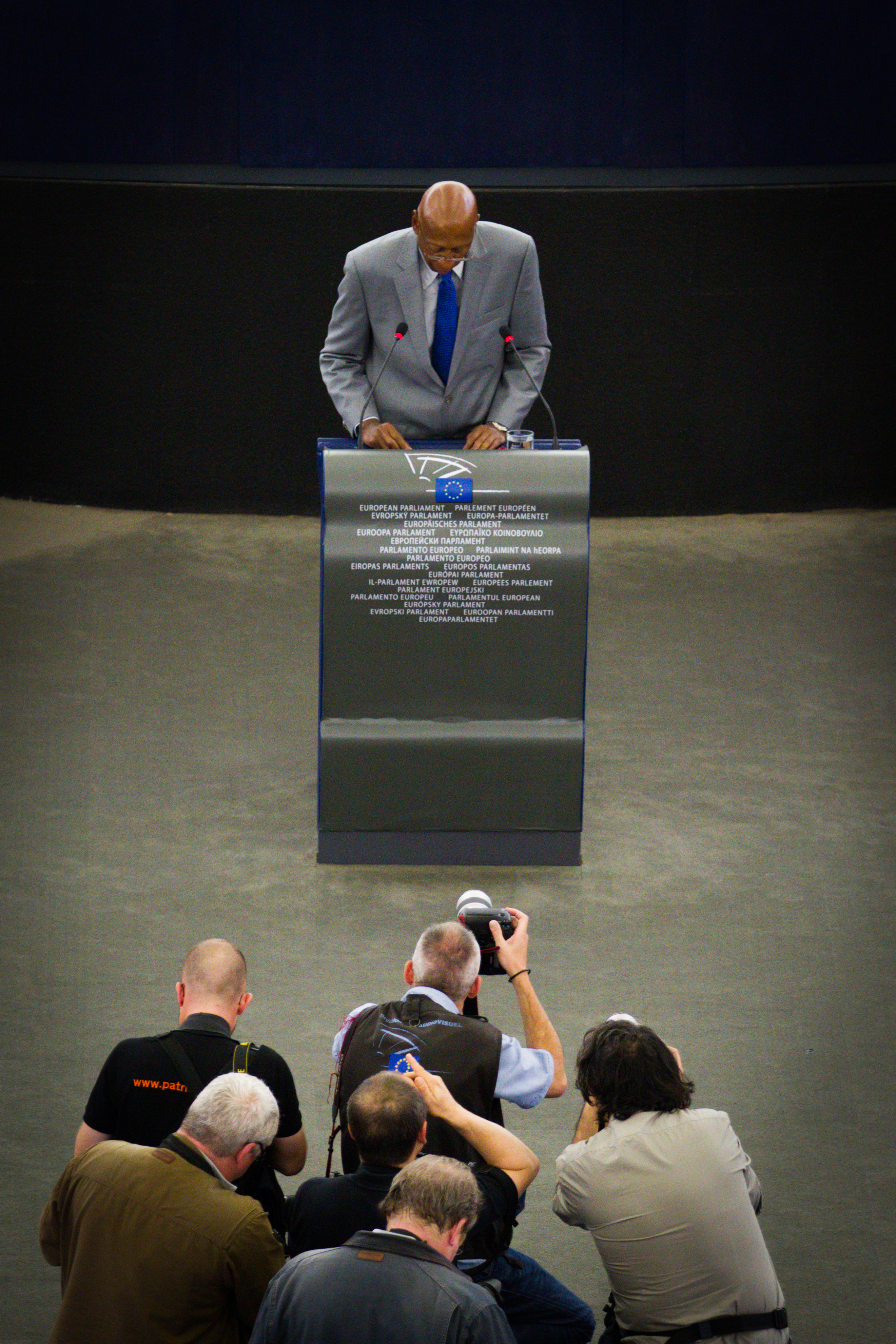
Guillermo Fariñas spreekt in juli 2013 het Europees Parlement toe voor de prijs die hem in 2010 toegekend werd.

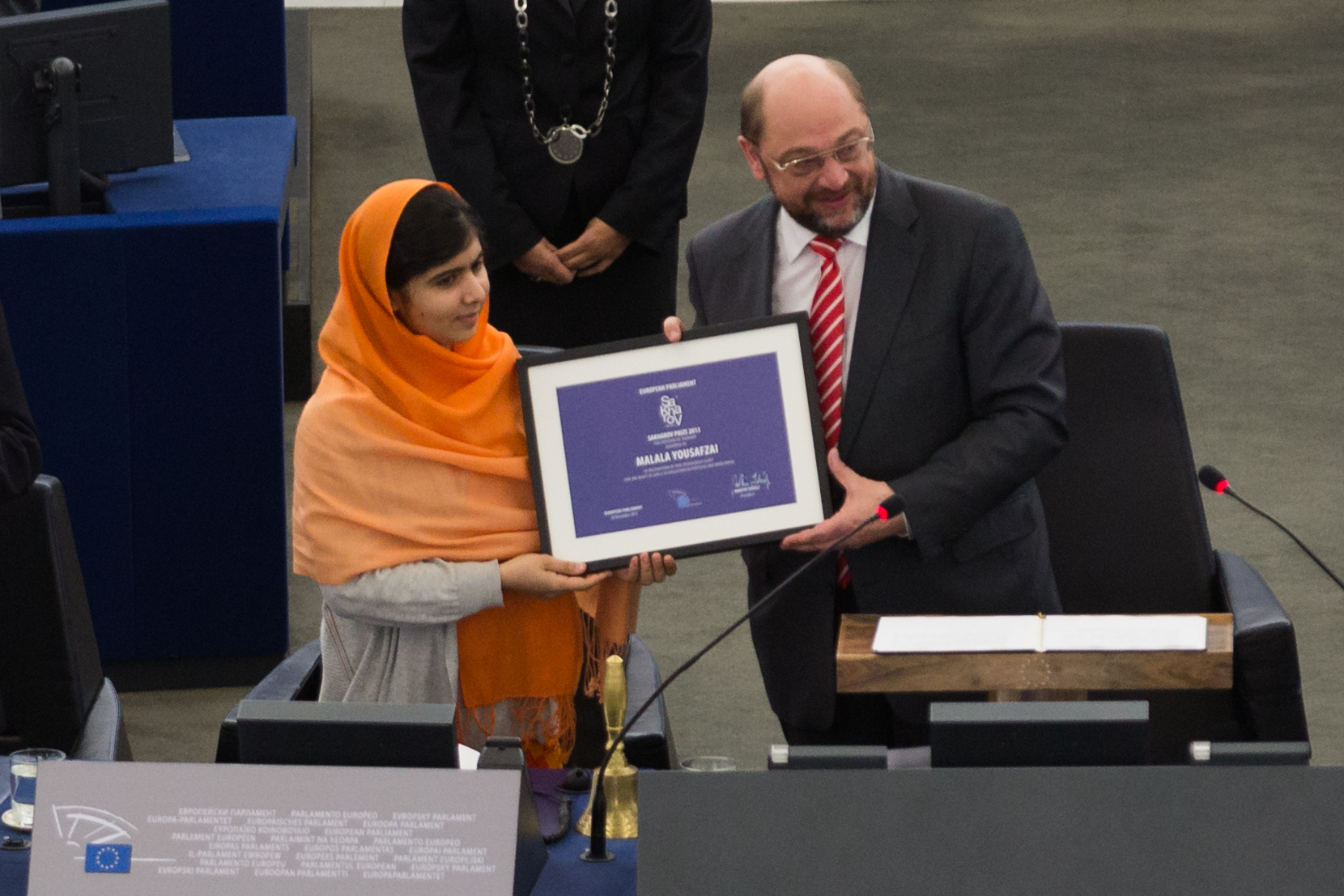
Malala Yousafzai ontvangt in november 2013 de Sacharovprijs uit handen van de voorzitter van het Europees Parlement Martin Schulz.

De Sacharovprijs voor de vrijheid van denken is een onderscheiding die sinds 1988 jaarlijks wordt uitgereikt door het Europees Parlement en die is bedoeld als onderscheiding voor een bijzondere prestatie op een van
de volgende gebieden:
- bescherming van de rechten en fundamentele vrijheden van de mens, met name van de vrijheid van meningsuiting,
- bescherming van de rechten van minderheden,
- eerbiediging van het volkenrecht,
- ontwikkeling van de democratie en handhaving van de rechtsstaat.[1]

De prijs is genoemd naar de Russische atoomgeleerde en dissident Andrej Sacharov, die in de Sovjet-Unie pleitte voor vrijheid van meningsuiting.
Rond 10 december wordt de prijs met een waarde van 50.000 euro door het Europees Parlement uitgereikt tijdens een plechtige zitting in Straatsburg. Op die datum werd in 1948 de Universele verklaring van de rechten van de mens ondertekend.

## Lijst van laureaten van de Sacharovprijs
| Jaar | ontvanger                                                                   | land                  |
| ---- | --------------------------------------------------------------------------- | --------------------- |
| 1988 | Nelson Mandela                                                              | Zuid-Afrika           |
| 1988 | Anatoli Martsjenko (postuum)                                                | Sovjet-Unie           |
| 1989 | Alexander Dubček                                                            | Tsjecho-Slowakije     |
| 1990 | Aung San Suu Kyi                                                            | Myanmar               |
| 1991 | Adem Demaçi                                                                 | Kosovo                |
| 1992 | Dwaze Moeders                                                               | Argentinië            |
| 1993 | Oslobođenje                                                                 | Bosnië en Herzegovina |
| 1994 | Taslima Nasreen                                                             | Bangladesh            |
| 1995 | Leyla Zana                                                                  | Turkije               |
| 1996 | Wei Jingsheng                                                               | China                 |
| 1997 | Salima Ghezali                                                              | Algerije              |
| 1998 | Ibrahim Rugova                                                              | Kosovo                |
| 1999 | Xanana Gusmão                                                               | Oost-Timor            |
| 2000 | ¡Basta Ya!                                                                  | Spanje                |
| 2001 | Izzat al-Ghazzawi                                                           | Palestina             |
| 2001 | Nurit Peled-Elhanan                                                         | Israël                |
| 2001 | Zacarias Kamwenho                                                           | Angola                |
| 2002 | Oswaldo Payá                                                                | Cuba                  |
| 2003 | Verenigde Naties en Kofi Annan                                              | internationaal        |
| 2004 | Wit-Russische Journalistenvereniging                                        | Wit-Rusland           |
| 2005 | Dames in het Wit                                                            | Cuba                  |
| 2005 | Hauwa Ibrahim                                                               | Nigeria               |
| 2005 | Verslaggevers Zonder Grenzen                                                | internationaal        |
| 2006 | Aljaksandr Milinkevitsj                                                     | Wit-Rusland           |
| 2007 | Salih Mahmoud Osman                                                         | Soedan                |
| 2008 | Hu Jia                                                                      | China                 |
| 2009 | Memorial                                                                    | internationaal        |
| 2010 | Guillermo Fariñas                                                           | Cuba                  |
| 2011 | Asmaa Mahfouz                                                               | Egypte                |
| 2011 | Ahmed al-Senussi                                                            | Libië                 |
| 2011 | Razan Zaitouneh                                                             | Syrië                 |
| 2011 | Ali Farzat                                                                  | Syrië                 |
| 2011 | Mohammed Bouazizi (postuum)                                                 | Tunesië               |
| 2012 | Jafar Panahi                                                                | Iran                  |
| 2012 | Nasrin Sotoudeh                                                             | Iran                  |
| 2013 | Malala Yousafzai                                                            | Pakistan              |
| 2014 | Denis Mukwege                                                               | Congo                 |
| 2015 | Raif Badawi                                                                 | Saoedi-Arabië         |
| 2016 | Nadia Murad Basee en Lamiya Aji Bashar                                      | Irak                  |
| 2017 | Democratische oppositie in Venezuela                                        | Venezuela             |
| 2018 | Oleg Sentsov                                                                | Oekraïne              |
| 2019 | Ilham Tohti                                                                 | China                 |
| 2020 | Democratische oppositie in Wit-Rusland                                      | Wit-Rusland           |
| 2021 | Aleksej Navalny                                                             | Rusland               |
| 2022 | Het volk van Oekraïne                                                       | Oekraïne              |
| 2023 | Mahsa Amini (postuum) samen met de protestbeweging Vrouwen, Leven, Vrijheid | Iran                  |
| 2024 | María Corina Machado en Edmundo Gonzàlez                                    | Venezuela             |